# Volo Transair 810
Il volo Transair 810, o volo Rhoades Express 810, era un volo per trasporto merci domestico di linea all'interno dell'arcipelago delle Hawaii tra l'aeroporto di Honolulu e l'aeroporto di Kahului, Stati Uniti d'America. Il 2 luglio 2021, il Boeing 737-200 operante il volo è ammarato al largo di Honolulu nel tentativo di tornare indietro dopo un guasto a un motore. Non ci sono state vittime, i due piloti sono stati tratti in salvo dalla guardia costiera.

## L'aereo

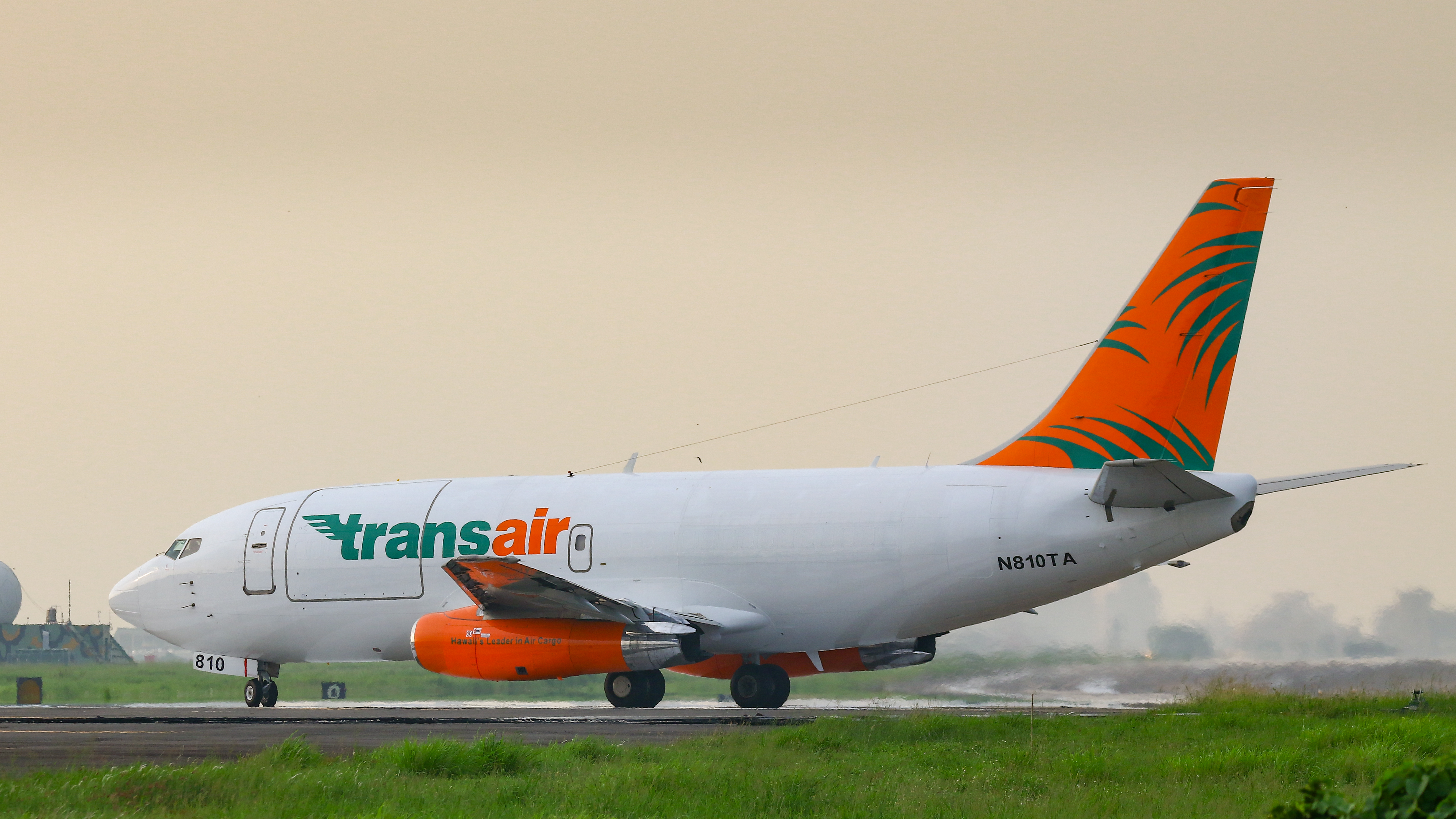
Il Boeing 737 coinvolto, visto qui a Tainan nel 2019.

Il velivolo coinvolto era un Boeing 737-200 di 45 anni. Sono stati costruiti più 737 di qualsiasi altro aereo di linea e il suo tasso di incidenti storici è paragonabile a quello di simili bireattori. Dal 1968 al 1988 sono stati costruiti più di 1 000 Boeing 737-200, ma al 2021 solo circa 60 volano ancora in poche regioni del mondo.
I servizi passeggeri di linea operati con i 737-200 si sono in gran parte conclusi nel 2008 con la scomparsa di Aloha Airlines (anch'essa con sede a Honolulu), ma pochi sono tuttora in servizio.
I 737 di prima generazione erano spinti da due motori Pratt & Whitney JT8D-9A, originariamente progettati per il Boeing 727 intorno al 1960. Più di 14 000 di questi motori furono prodotti prima che la produzione terminasse nel 1985, ma P&W ha continuato attivamente a fornire parti e revisioni motori fino al 2021, quando ne erano ancora in uso circa 2 000. L'uso dei JT8D da parte delle grandi compagnie aeree è continuato fino al 2020, quando Delta Air Lines ha ritirato anticipatamente la propria flotta di MD-88 a causa della pandemia di COVID-19.
Questo Boeing 737-275C Adv. era stato costruito per la Pacific Western Airlines, consegnato il 10 ottobre 1975 e originariamente registrato in Canada come C-GDPW. L'aereo è stato poi ritirato dal servizio passeggeri e convertito in versione per il trasporto di merci (cargo). Nel 1999, la cellula è stata nuovamente registrata a Transmile come 9M-PML in Malaysia fino a quando non è stata poi nuovamente registrata da Transair negli Stati Uniti come N810TA nel 2014. Era uno dei sei Boeing 737 della flotta di Transair.

## L'incidente
Il velivolo era in fase di salita dopo il decollo dalla pista 08R di Honolulu quando l'equipaggio ha interrotto la salita a circa 2 000 piedi (610 m) segnalando di aver perso un motore. La torre di controllo ha autorizzato il volo a effettuare un avvicinamento visivo alla pista 04R e l'aereo ha iniziato a scendere cercando di allinearsi. I piloti hanno chiesto di virare a destra per tornare all'aeroporto e hanno ricevuto l'autorizzazione. Il controllore ha successivamente indicato all'aereo di virare verso una rotta di 020 gradi per la 04R, tuttavia l'equipaggio ha riferito di non avere più l'aeroporto in vista.
La torre ha avvisato di avere un allarme di "bassa altitudine", quindi ha autorizzato il volo ad atterrare su qualsiasi pista interrompendo tutte le operazioni all'aeroporto e attivando i servizi di emergenza, tra cui la guardia costiera. Il controllore ha comunicato all'aereo di proseguire con una prua di 310 gradi per arrivare direttamente all'aeroporto di Honolulu, senza però ricevere più risposta dall'aereo.
Il Boeing non è riuscito a raggiungere l'aeroporto e ha dovuto ammarare nell'Oceano a circa 2,7 miglia nautiche (5,0 km) dalla pista 29 di Kalaeloa. Entrambi i membri dell'equipaggio sono stati salvati e portati in ospedale. Le condizioni di uno dei piloti sono risultate critiche, mentre l'altro ha potuto lasciare l'ospedale il 6 luglio.

## I soccorsi
Un elicottero della Guardia Costiera degli Stati Uniti ha salvato un pilota e un'imbarcazione dell'ARFF (Aircraft Rescue and Fire Fighting) ha salvato l'altro. Erano le uniche due persone a bordo. Entrambi sono stati portati al Queen's Medical Center a circa 32 km di distanza. Un 58enne è stato ricoverato in condizioni critiche; un 50enne ha riportato un trauma cranico e lacerazioni multiple ed è stato ricoverato in gravi condizioni. Entrambi gli uomini sono stati dimessi dall'ospedale nel giro di pochi giorni.

### Coordinamento
Gli osservatori del centro di coordinamento del soccorso congiunto della guardia costiera degli Stati Uniti di Honolulu hanno ricevuto un rapporto dal controllo del traffico aereo di Honolulu di un Boeing 737 ammarato al largo dell'isola. In risposta, la Guardia Costiera ha emesso un avviso ai marinai, ha dispiegato un Eurocopter HH-65 Dolphin e un HC-130 Hercules dalla stazione aerea della Guardia Costiera Barbers Point (che si trova all'aeroporto di Kalaeloa), ha inviato una nave di salvataggio e ha deviato il cutter Joseph Gerczak. Oltre alla guardia costiera, a seguito dell'emergenza sono intervenute diverse agenzie, compresi i servizi medici di emergenza. Anche la barca dell'ARFF del Dipartimento dei trasporti delle Hawaii con sede all'aeroporto Internazionale di Honolulu ha risposto e ha impiegato dai 30 ai 40 minuti per raggiungere la scena dopo aver attraversato un campo di detriti largo un miglio.

### Sulla scena

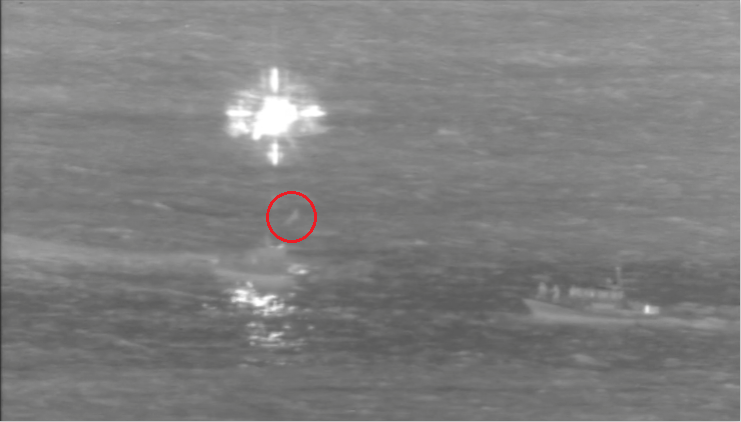
Uno dei due piloti viene tratto in salvo dall'elicottero della Guardia Costiera.

Intorno alle 02:30 ora locale, l'elicottero della Guardia Costiera ha localizzato una macchia di carburante e un relitto. L'equipaggio dell'elicottero ha trasmesso via radio allo stesso controllore della torre che ha parlato l'ultima volta con il volo 810 circa 45 minuti prima: "Abbiamo un aereo in acqua. Attualmente siamo sopra [il] campo di detriti", quindi ha chiamato pochi minuti dopo per riferire , "Abbiamo due persone in vista nell'acqua." Il controllore ha risposto: "Va bene, quindi hai entrambi i ragazzi, entrambi in vista?" al che risposero: «Entrambi in vista, sì, signore».
Quando l'elicottero della Guardia Costiera è arrivato sulla scena, a soli 3 km circa dalla loro stazione di volo, un sopravvissuto era sul timone dell'aereo (l'unica parte che poteva ancora essere vista galleggiare sopra le onde) mentre un secondo era nell'acqua che galleggiava su una parte del carico. L'equipaggio dell'elicottero aveva pianificato di salvare prima il sopravvissuto già in acqua, ma ha cambiato quel piano quando la sezione di coda è affondata rapidamente, lasciando l'altro sopravvissuto in acqua a nuotare. L'equipaggio ha calato un sommozzatore, che ha tratto in salvo il pilota. Il sopravvissuto era al punto di esaurimento e non completamente reattivo quando è stato portato a bordo dell'elicottero.
L'altro pilota è stato salvato dalla nave di salvataggio dell'ARFF e successivamente trasferito su un'ambulanza a terra quando la barca è tornata all'aeroporto di Honolulu. Il sopravvissuto recuperato per primo è stato portato direttamente in ospedale una volta che l'equipaggio dell'elicottero lo ha recuperato.

## Le indagini

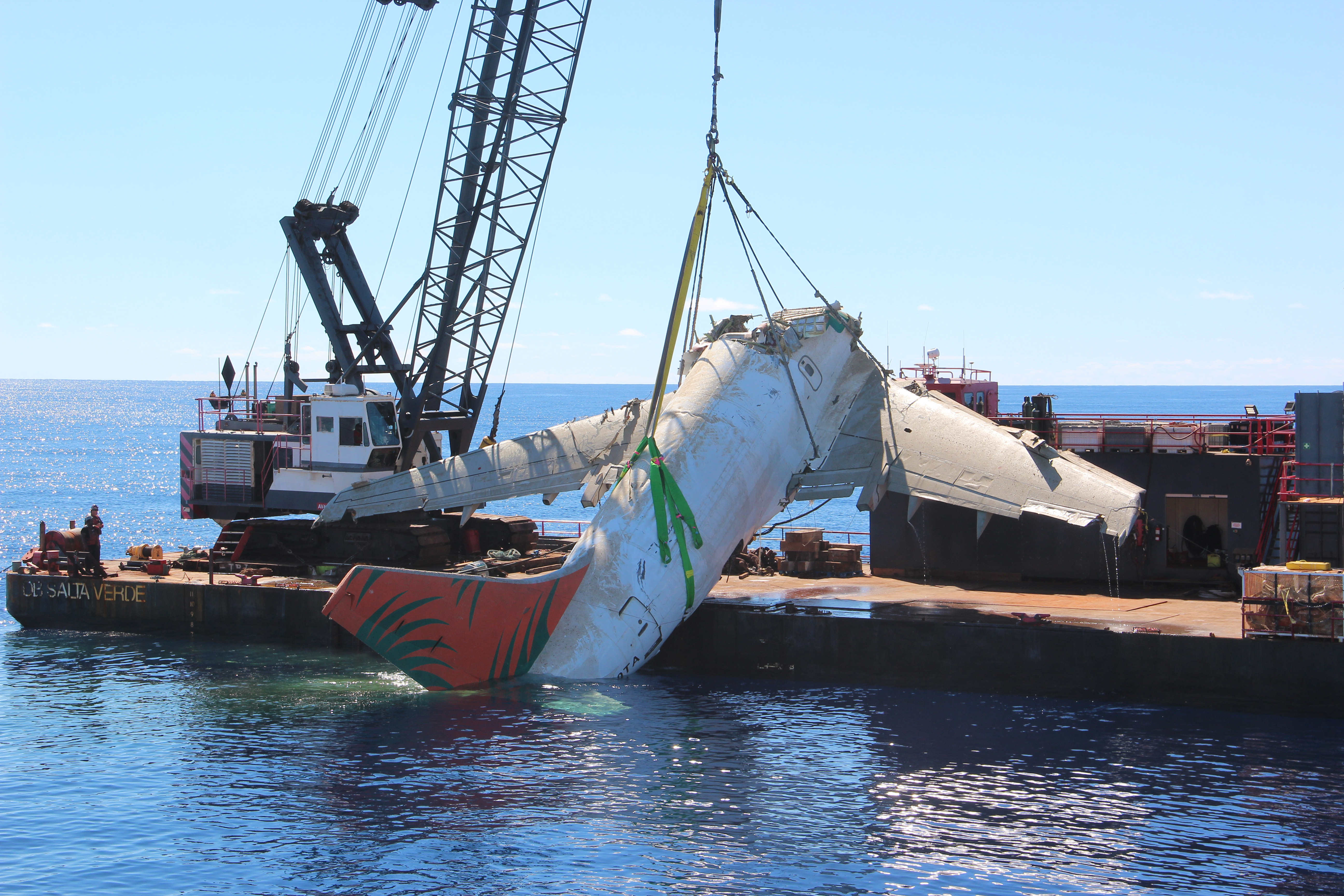
Il recupero dei resti dell'aereo avvenuto nel novembre 2021.

La parte posteriore della fusoliera fotografata dal rover in acqua.

In un primo comunicato, la Federal Aviation Administration (FAA) ha dichiarato: "I piloti avevano segnalato problemi al motore e stavano tentando di tornare a Honolulu quando sono stati costretti a far atterrare l'aereo in acqua... La FAA e il National Transportation Safety Board indagheranno". La FAA non ha voluto commentare la sua attuale indagine, ma un giornalista della locale KHON-TV ha trovato più di una dozzina di azioni di contrasto della FAA contro Rhoades Aviation e Trans Executive Airlines (dba Transair), con multe per un totale di oltre 200000 $ in 25 anni. Un rappresentante della società ha rifiutato di commentare perché è parte dell'indagine NTSB in corso, ma un ex consigliere capo della FAA ha pubblicato commenti critici sulla segnalazione, mettendo in guardia dal trarre conclusioni premature da azioni di applicazione storica potenzialmente non correlate.
Il National Transportation Safety Board (NTSB) ha schierato una squadra di dieci investigatori a Oahu. Due investigatori sono arrivati più tardi quel giorno e hanno iniziato il coordinamento sul posto, e il resto è arrivato il giorno successivo. L'NTSB ha annunciato che anche i produttori della cellula e dei motori, rispettivamente Boeing e Pratt e Whitney, sarebbero stati parti dell'indagine. L'NTSB ha dichiarato: "In termini generali, gli investigatori dell'NTSB sviluppano informazioni fattuali in tre aree: le persone coinvolte in un incidente, le attrezzature coinvolte e l'ambiente in cui si è verificato".
L'NTSB ha incontrato le parti coinvolte dell'indagine il giorno seguente e ha detto che avrebbe usato sonar a scansione laterale per localizzare e valutare il relitto prima di tentare di recuperare i registratori di volo (le scatole nere). Il relitto è stato localizzato una settimana dopo a una profondità compresa tra 360 e 420 piedi, troppo profonda per consentire ai subacquei di recuperare i registratori di volo. Le foto di un veicolo subacqueo hanno mostrato che la fusoliera si è rotta davanti alle ali, con la sezione del muso separata dalla sezione centrale, ma le sezioni interne di entrambe le ali erano ancora attaccate al riporto della fusoliera.
"Transair ha scelto volontariamente di non utilizzare temporaneamente i Boeing 737-200 della flotta mentre valutiamo la situazione e continuiamo a collaborare con le autorità federali nelle loro indagini", ha detto un portavoce di Transair in una dichiarazione il giorno seguente. Transair ha un contratto per trasportare la posta tra le isole Hawaii, ma il servizio postale degli Stati Uniti ha detto che non c'era posta a bordo di quel volo e che aveva preso accordi alternativi dopo che Transair aveva messo a terra i suoi 737. La compagnia ha ripreso le operazioni con i 737-200 una settimana dopo.
Il 25 maggio 2022, citando numerose violazioni della sicurezza riscontrate durante le indagini, la FAA ha annunciato la revoca del certificato di operatore aereo della compagnia. Tra le violazioni citate, 33 voli effettuati con motori non idonei al volo. A Rhoades è stato dato tempo fino all'8 giugno per appellarsi alla decisione dell'agenzia.
Il 20 dicembre, l'NTSB ha pubblicato il proprio documento di indagine sull'incidente.

### Il recupero
L'NTSB si è coordinato con una compagnia assicurativa affinché Transair iniziasse il recupero del relitto. In una fase iniziale, la nave da ricerca RV Bold Horizon ha individuato le parti da recuperare dal fondo dell'oceano con un sottomarino a comando remoto (ROV). Il 2 novembre 2021 sono stati recuperati sia i registratori di volo che la fusoliera e i motori dell'aereo.

### Relazione conclusiva
Il 16 giugno 2023, il National Transportation Safety Board ha pubblicato la relazione conclusiva sull'incidente: a causa dell'elevato carico di lavoro e dello stress, tra le altre cause, i piloti avrebbero spento il motore funzionante dell'aereo affidandosi alla spinta di quello che in realtà era in avaria.
(National Transportation Safety Board, Final report Transair 810)